# 초점 (기하학)

F로 표시된 지점이 빨간색의 타원, 녹색의 포물선, 파란색의 쌍곡선의 초점이다.

기하학에서 초점(焦點, 영어: focus)은 원뿔 곡선(이차 곡선)을 건축할 때, 바탕이 되는 2개의 점이다.

## 같이 보기
- 원뿔 곡선